# ネスタ・ヘレン・ウェブスター
ネスタ・ヘレン・ウェブスター（Nesta Helen Webster、1876年 - 1960年）は、英国の作家。
「見えざる至高者たち」の物語とユダヤ陰謀説を支持することに生涯をかけたと言われる。